# Tunique (liturgie)
Pour les articles homonymes, voir Tunique (homonymie).

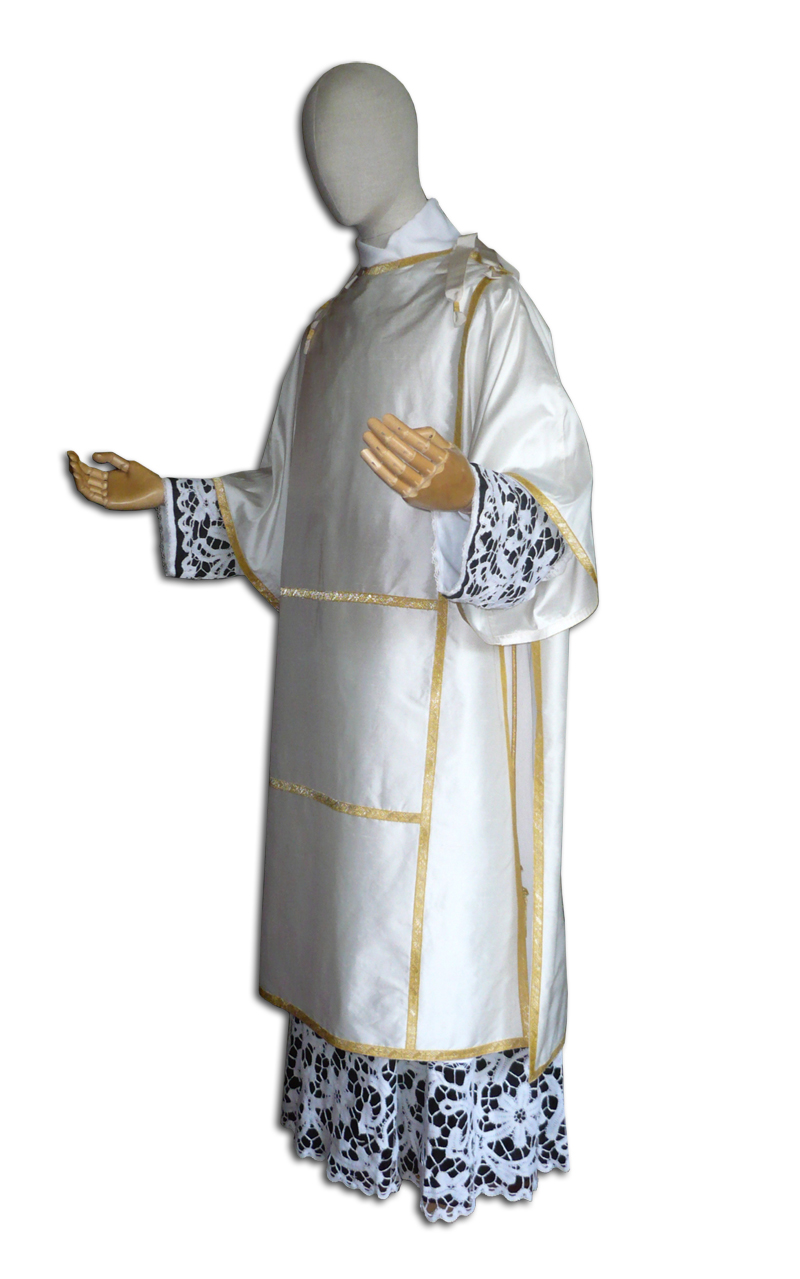
Tunique pontificale

La tunique est un vêtement liturgique catholique solennel, porté par le sous-diacre.
Ressemblant à la dalmatique, elle s'en différencie par ses dimensions et son absence de clavi (bandes verticales) : elle est plus courte, moins ornée et a des manches un peu plus longues et plus étroites. Depuis le XIXe siècle, dalmatique et tunique sont souvent identiques dans les formes utilisées en France. 
Aux temps de pénitence, dans les grandes églises, la dalmatique du diacre et la tunique du sous-diacre étaient remplacées, jusqu'à la réforme des rubriques romaines par le pape Jean XXIII, en 1960, par des chasubles violettes (ou noires le vendredi saint), pliées en avant ou coupées vers le milieu de la partie antérieure.
Le sous-diaconat a été supprimé en 1972. Il continue d'être conféré dans les instituts de vie cléricale célébrant la liturgie antérieure aux réformes consécutives au Concile Vatican II, ainsi que par certaines communautés non-traditionalistes (comme les Oratoires de Londres et de Birmingham, ainsi que la Communauté Saint-Martin). 